# Стоян Качов
Стоян Качов е алпинист, пътешественик и спортист, роден в София, България на 5 февруари 1961 г. 
От малък е закърмен в духа на спорта – баща му е запален планинар. Като ученик започва самостоятелни изкачвания из планините на България, участва в планински походи и пешеходен туризъм. Това определя неговата страст към планините, която определя целият му живот. Стоян Качов е считан за един от най-добрите български състезатели по културизъм. Има много призови места на наши и международни състезания. Като състезател неизменно е бил в националния отбор на България.

## Биография
Прекарва ранните си години в катерене по планините на България и от малък се влюбва в тях. Неговият баща, запален планинар от най-ранните му години го взима със себе си по планините и още на шест години те имат много изкачени върхове. Когато Стоян е на 13 години, започва да се катери сам. По онова време открива подземния свят на пещерите.
Завършва курс 1976 г. по „Пещерно дело и пещерен туризъм“ към пещерния клуб на дружество „Черни връх“. Става член и на алпийския клуб на дружество „Иван Вазов“, където завършва алпийски курс в ЦПШ „Мальовица“. Участва активно в подготовката за провеждането на българската научно-изследователска пещерна експедиция „Сухите печове 77“, където 2 участници – А. Жалов и Ст. Цонев прекарват 62 дни под земята в пещерата Сухи печ, описана в книгата „Дни и нощи под земята“. През 1978 г. става инструктор по пещерно дело. През същата година заедно с пещерняци от Перник учредява пещерния клуб към дружество „Витоша“, където поема учебно-спортната и техническа дейност на клуба. Провежда курс по пещерно дело и картира много пещери. Участва в няколко пещерни експедиции в някои от най-дълбоките и големи пещери и пропасти.
Макар и малко известен като алпинист, до 1989 г. изкачва почти всички известни алпийски стени в Рила и Пирин. Прокарва няколко нови маршрута по Дяволските игли на Червената стена и връх Вихрен с висока категория на трудност. През 1978 г. се увлича по спорта културизъм. Започва усилени тренировки на Националния стадион „Васил Левски“. Първите му успехи като културист идват през 1985 г.

## Състезателна кариера
Като състезател неизменно е бил в националния отбор на България. Републикански шампион е два пъти. Той е и единственият българин спечелил категория на Големия международен турнир „Бонсист“ през 1987 г. Участвал е на много международни състезания, като най-добри класирания има на Европейското първенство във Варшава, Полша. Европейско първенство в град Есен, ГфР, Европейско първенство в Лисабон, Португалия, Балтийска купа, Гданск, Средиземноморска купа, Сплит, Югославия, Болоня, Милано и Сан Джорджо, Италия.
Член на Съдийската колегия към БФКФ, инструктор по културизъм и Майстор на спорта по културизъм и фитнес.

## Постижения
- 1985 г. – Републиканско първенство по културизъм – 1 място категория 72 кг.
- 1985 г. – Градско първенство – Наградата на София – 1 място категория 72 кг.
- 1985 г. – Пети Международен турнир за купата „Бонсист“ гр. София – 2 място категория 72 кг.
- 1986 г. – Градско първенство – Наградата на София – 1 място категория 70 кг.
- 1986 г. – Европейско първенство – Варшава – Полша – 13 място категория 70 кг.
- 1986 г. – Републиканско първенство гр. Пловдив – 1 място категория 72 кг.
- 1986 г. – Турнир „Бургас 86“ за наградата Нефтохимик – 1 място категория 72 кг.
- 1986 г. – 6 Международен турнир за Купата „Бонсист“ 5 място категория 80 кг.
- 1987 г. – Европейско първенство Ф. Р.Г – гр. Есен – 12 място категория 70 кг.
- 1987 г. – Международен турнир „Балтийска купа“ Полша – гр. Гданск – 1 място категория 70 кг.
- 1988 г. – Европейско първенство Португалия – гр. Лисабон 6 място категория 65 кг.
- 1988 г. – Открит републикански студентски шампионат – 1 място категория 70 кг.
- 1988 г. – Международен турнир „Балтийска купа“ Полша – гр. Гданкс – 5 място категория 80 кг.
- 1988 г. – Международен турнир за „Купата Бонсист“ – 1 място категория 70 кг.
- 1988 г. – Седми Международен турнир за Голямата награда на „Купата Бонсист“ – 3 място категория 70 кг.
- 1988 г. – Седми Международен турнир за Голямата награда на „Купата Бонсист“ – 3 място категория 70 кг.
- 1988 г. – Награда за най – добър български състезател, класирал се на международни турнири.
- 1988 г. – Дружество „Академик“ – Десетте спортисти на годината класиран на – 3 място.
- 1990 г. – шампионат на Северна Италия – 1 място категория 70 кг.
- 1990 г. – Средиземноморска купа – Италия – гр. Болония – 1 място категория 70 кг.
- 1990 г. – Международен турнир – Югославия – гр. Сплит – 1 място категория 70 кг.
- 1990 г. – шампионат Южна Италия – Порт Сан Джорджо – 1 място категория 70 кг.

## Алпинизъм
През 1991 г. Стоян Качов прекратява дейността си като състезател по културизъм и фитнес и се отдава изцяло на любимите си планини и катеренето.
До 2004 г. осъществява много изкачвания от най-висока категория на трудност по планините из целия свят.
2004 г. – Основава Клуб за планинарство, туризъм и пътешествия „Алпина“.